# نص التصوير

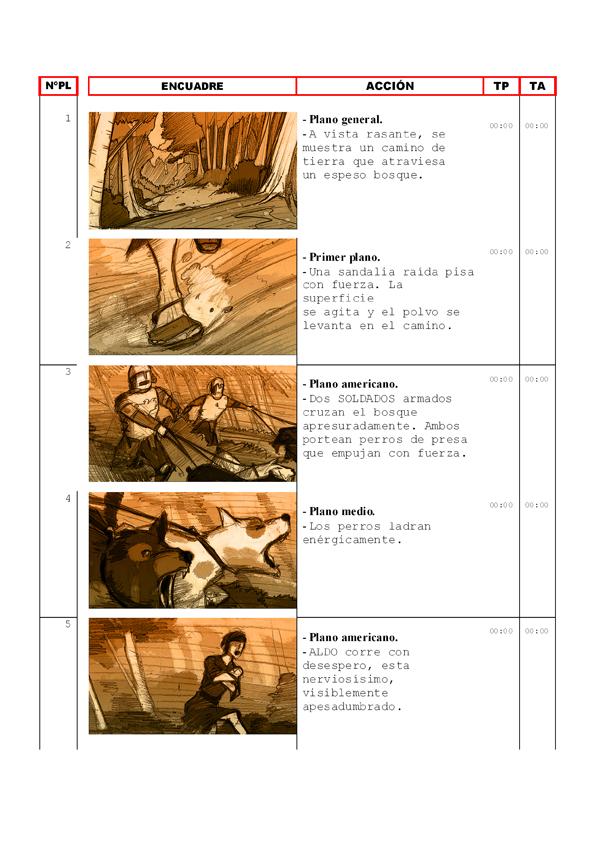
نص فني مع لوحة التصوير

نص التصوير أو التقطيع الفني هو نسخة من القصة المستخدمة أثناء إنتاج فيلم سينمائي. تختلف نصوص التصوير عن نصوص المواصفات من حيث أنها تستخدم أرقام المشهد (مع بعض اصطلاحات التنسيق الأخرى) وتتبع مجموعة محددة من الإجراءات التي تحدد كيفية تنفيذ مراجعات البرامج النصية وتعميمها. تحوي مثلًا: وضع الكمرة وحركتها وحجم اللقطات وتحديد الانتقالات في موقف وفي كل لقطة، فهو الفيلم مكتوبًا على الورق.